# Vänga kyrka
Vänga kyrka är en kyrkobyggnad i den norra delen av Borås kommun. Den tillhör sedan 2010 Fristads församling (tidigare Vänga församling) i Skara stift.

## Bakgrund
Dagens kyrka har haft tre föregångare. Två stavkyrkor från 1060-talet respektive 1240-talet, av samma typ som den i Hedared, vilka fick lämna återanvända ekplankor till bygget av den stenkyrka som uppfördes 1642. Virket transporterades till Stockholm, där man hade för avsikt att återuppbygga den gamla kyrkan. Då virket var magasinerat på Galärvarvet, brann det emellertid upp på 1920-talet. Från den stenkyrkan finns ett timrat vapenhus bevarat. Det står nu omgivet av den ålderdomliga ångsliknande kyrkogården. Stenkyrkan revs 1905. 

## Kyrkobyggnaden
Nuvarande stenkyrka uppfördes åren 1905-1906 efter ritningar av A. Åson, som omarbetades av Fredrik Falkenberg. Kyrkan har en stomme av granit och består av långhus med ett rakt smalare kor i öster och torn i väster. Norr om koret finns en sakristia. Stilen är stram nationalromantik med oputsade fasader av lokalt bruten granit. 
Viss originalinredning finns kvar i kyrkorummet som har tredingstak. En grundlig restaurering företogs 1956 då bänkarna målades om och ursprungsfärgerna på predikstolen och altaret togs fram.  

## Inventarier

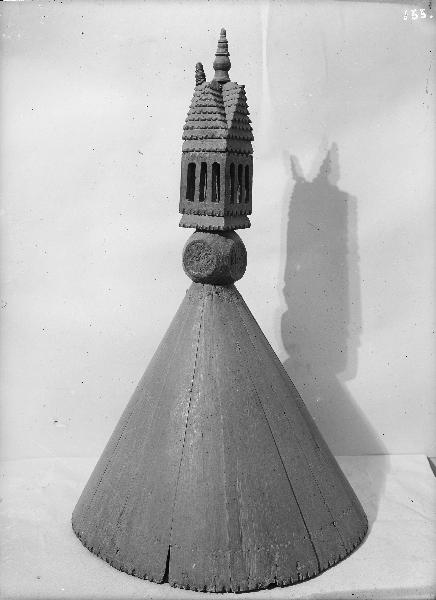
Dopfuntslocket.

- Dopfunt av sandsten tillverkad omkring år 1200 i två delar med höjden 93 cm. Cuppan är cylindrisk med rundad undersida. Enda dekoration är en repstav runt livet. Foten är rund och plintformad med en skrånande översida med en antydan till repstav, som dock är nästan helt utplånad. Centralt uttömningshål.[1]
- Dopfuntslock i trä, daterat 1645 som är koniskt, grönmålat och har en tempelliknande byggnad på toppen.
- En tronande madonnaskulptur från 1200-talet utförd i ek. Höjd 100 cm. Förvaras i Borås museum.[2]
- Predikstolen i barockstil är tillverkad 1736 och målningar återger de fyra evangelisterna.
- Altaruppsatsen i barockstil är tillverkad av en okänd konstnär 1717. Tillhörande altartavla är från slutet av 1600-talet och har som motiv korsfästelsen med Jerusalem i bakgrunden.

### Klockor
- Storklockan är av en senmedeltida normaltyp och saknar inskrifter.
- Lillklockan har en extremt låg form och är av obestämbar ålder.[3]

### Orgel
Orgeln, som är placerad på den västra läktaren, byggdes 1976 av Mats Arvidsson Orgel & Cembalobyggare AB. Den har tolv stämmor fördelade på manual och pedal. Den samtida fasaden har 31 ljudande pipor. Tidigare orglar var byggda 1876 respektive 1926.

## Bildgalleri

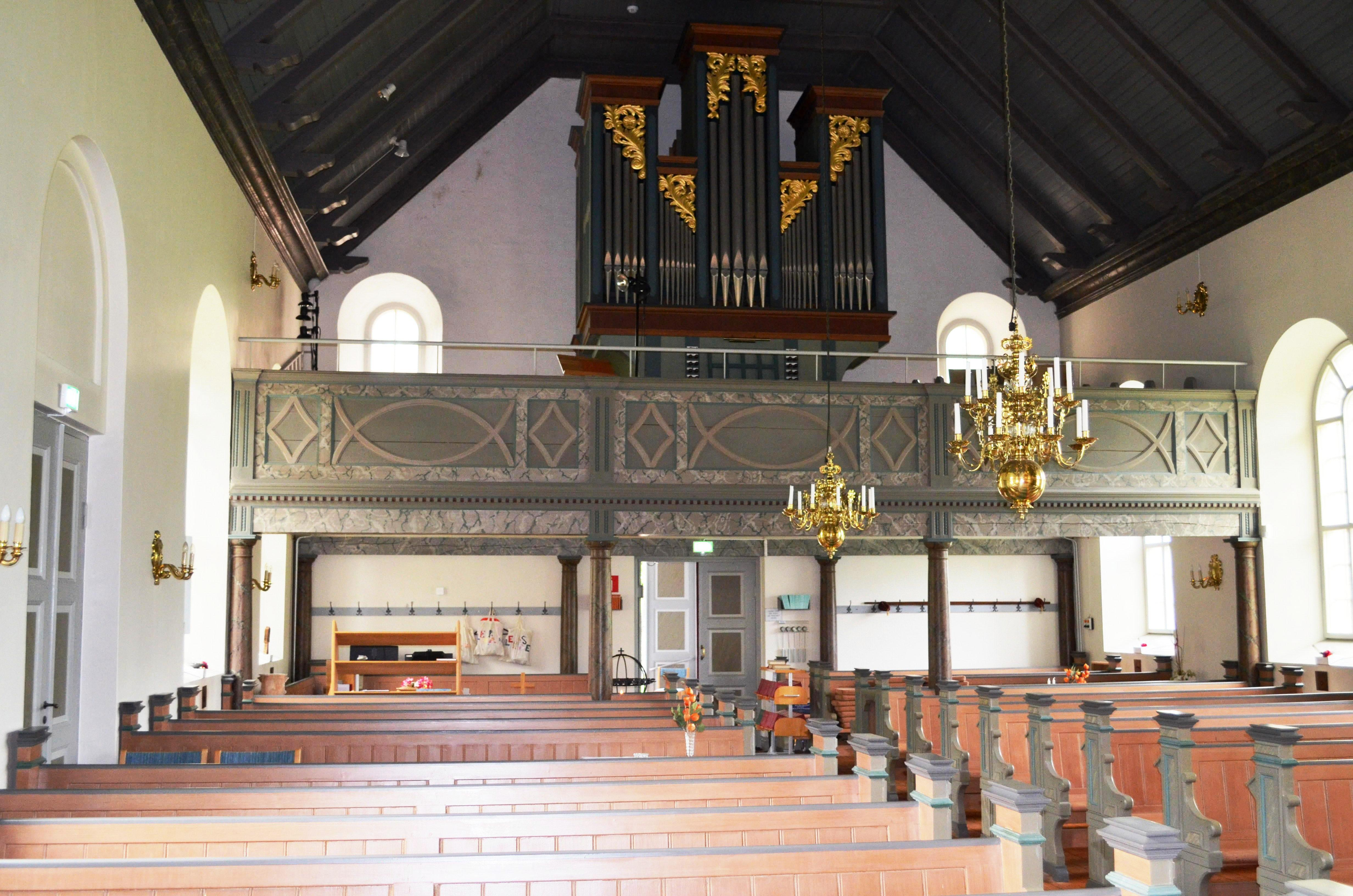
Vänga kyrkas orgelläktare
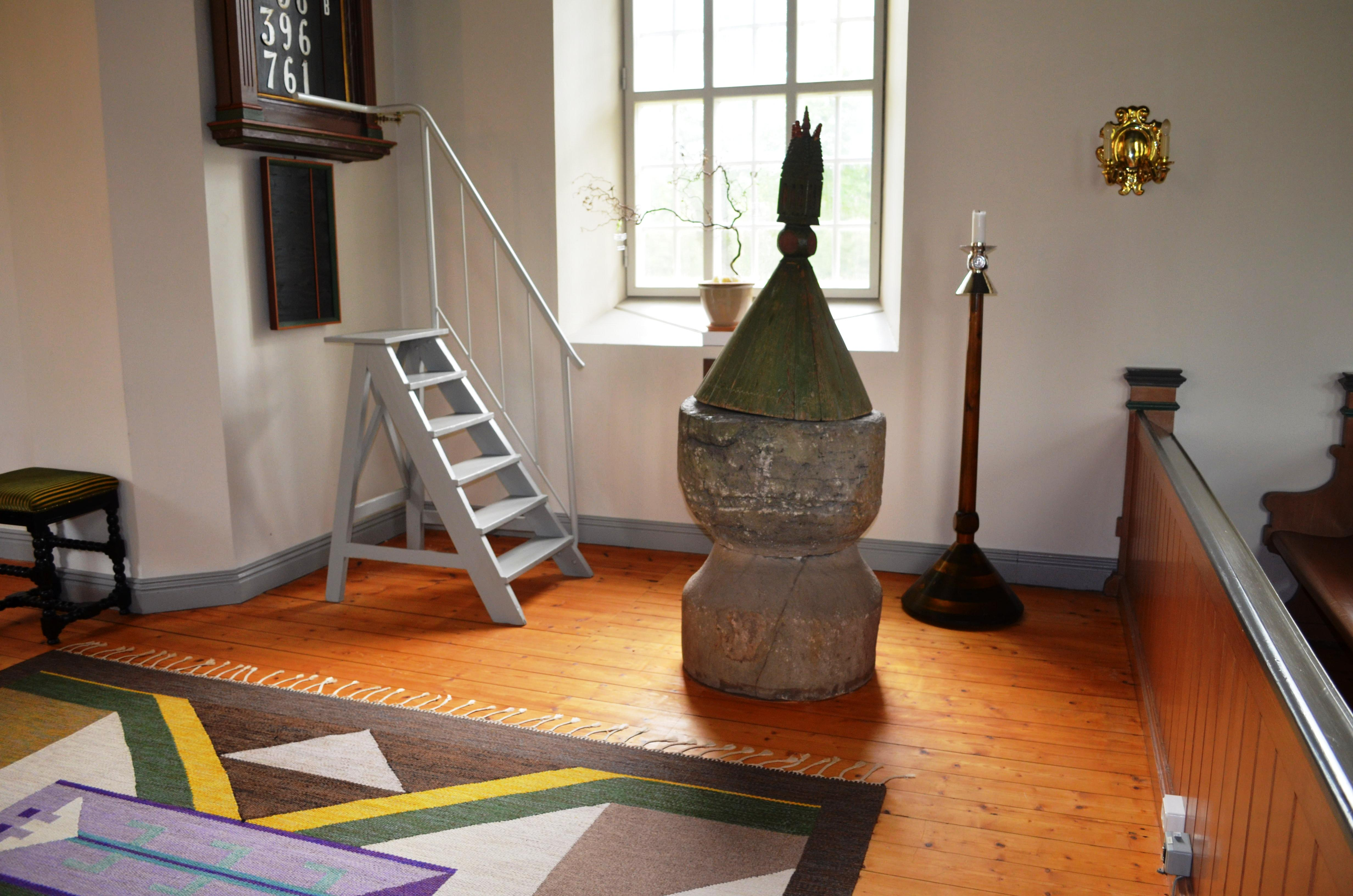
Vänga kyrkas dopfunt
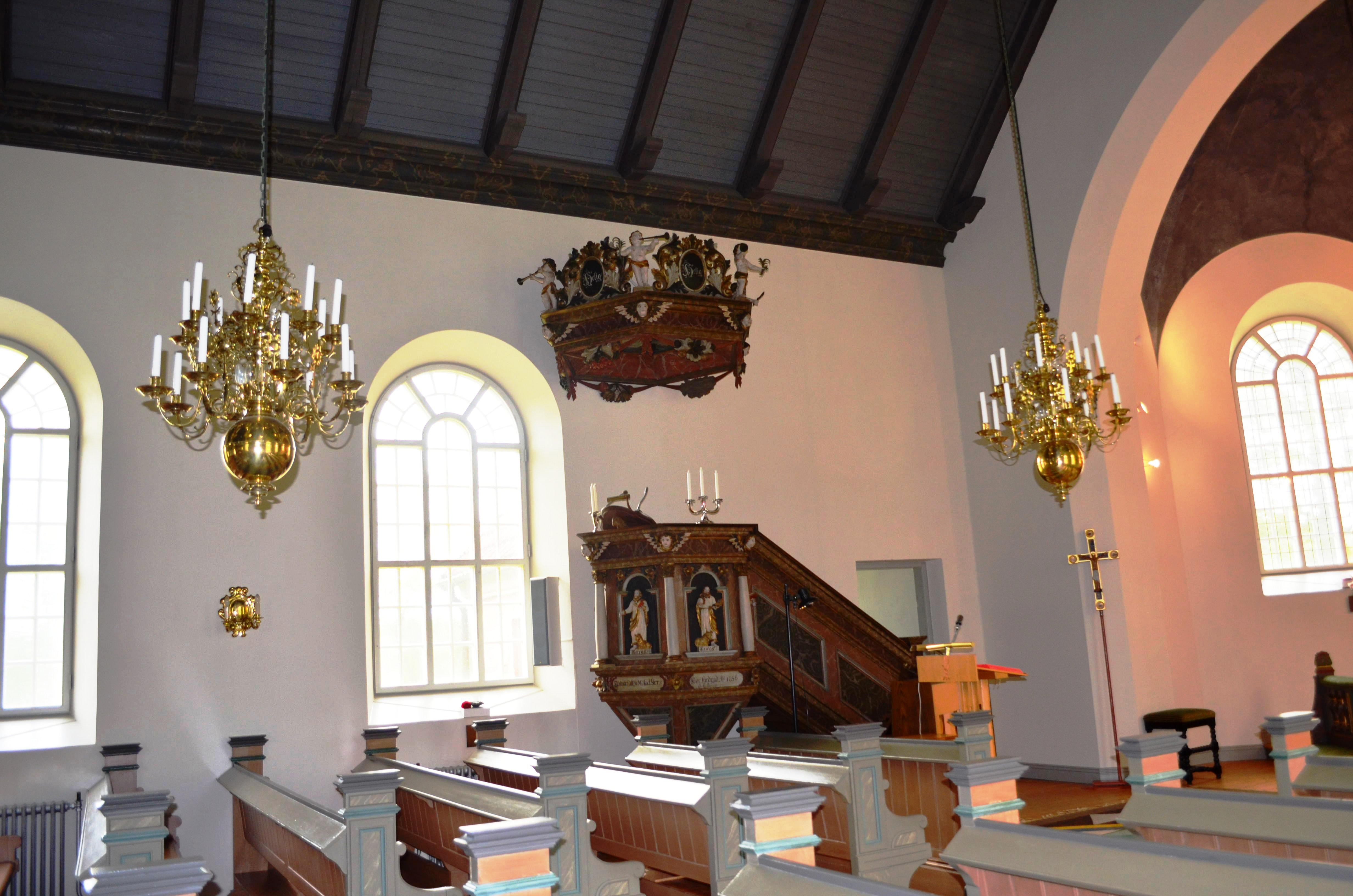
Vänga kyrkas predikstol
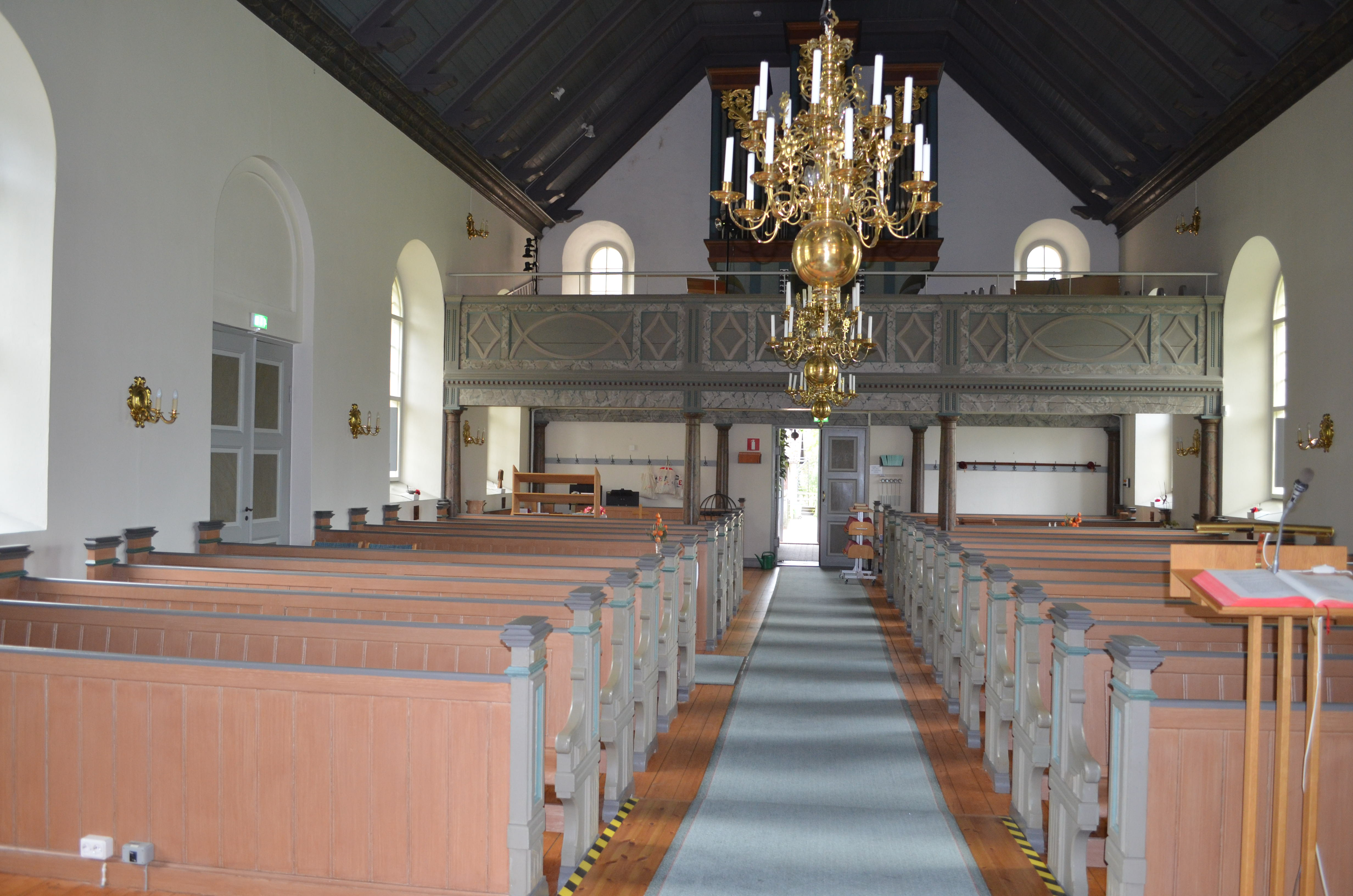
Vänga kyrkas kyrksal